# International Religious Freedom or Belief Alliance
Die International Religious Freedom or Belief Alliance (IRFBA) ist ein Netzwerk von Ländern zur Förderung der Religions- und Weltanschauungsfreiheit weltweit.
Im Dezember 2024 wurde die Allianz in Russland als „unerwünschte Organisation“ eingestuft.

## Grundsätze und Ziele
Die Grundsätze und Ziele der Allianz sind in der Grundsatzerklärung (Declaration of Principles) der IRFBA festgehalten.
Ziel der Allianz ist die Vernetzung von Staaten und Regierungen zur weltweiten Förderung der Religions- und Weltanschauungsfreiheit. Dabei bezieht sich die Allianz auf Art. 18 der Allgemeinen Erklärung der Menschenrechte sowie Art. 18 des Internationalen Pakts über bürgerliche und politische Rechte (IPBPR), in denen die Religions- und Weltanschauungsfreiheit als universelles Menschenrecht festgeschrieben sind. Darüber hinaus bezieht sich die Allianz auf die Erklärung der Vereinten Nationen von 1981 über die Beseitigung aller Formen von Intoleranz und Diskriminierung aufgrund der Religion oder des Glaubens (UN-Erklärung von 1981) sowie den EU-Richtlinien zur Religions- und Glaubensfreiheit (EU Guidelines on the promotion and protection of freedom of religion or belief) und den OSZE-Richtlinien zu Religions- und Glaubensfreiheit und Sicherheit. Diesem dem Menschenrechtsansatz folgenden Verständnis von Religions- und Weltanschauungsfreiheit folgend, umfasst Religions- und Weltanschauungsfreiheit dementsprechend das Recht des Einzelnen, jeden Glauben zu haben oder auch keinen zu haben, die Religion oder den Glauben zu wechseln sowie seine Religion oder seinen Glauben allein oder in Gemeinschaft mit anderen in Gottesdienst, Riten, Ausübung und Lehre zu bekunden. Die Förderung der Religionsfreiheit soll dabei basierend auf dem Grundsatz erfolgen, dass die Menschenrechte, zu denen die Religions- und Weltanschauungsfreiheit gehört, universell und untrennbar miteinander verbunden sind. Ein besonderes Augenmerk will die Allianz auf den Schutz von Angehörigen religiöser Minderheiten sowie die Bekämpfung von Diskriminierung und Verfolgung aufgrund von Religion oder Weltanschauung legen.
Die Maßnahmen der Allianz sollen die bestehende Arbeit zur Förderung der Religions- und Glaubensfreiheit im Kontext der Vereinten Nationen und anderer multilateraler und regionaler Organisationen ergänzen.

## Mitglieder
Derzeit gehören der Allianz 38 Staaten an: Albanien, Armenien, Österreich, Australien, Bosnien und Herzegowina, Brasilien, Bulgarien, Kamerun, Kolumbien, Costa Rica, Kroatien, Zypern, Tschechische Republik, Demokratische Republik Kongo, Dänemark, Estland, Gambia, Georgien, Deutschland, Griechenland, Ungarn, Israel, Kosovo, Lettland, Litauen, Malta, die Niederlande, Norwegen, Polen, Rumänien, Senegal, Sierra Leone, Slowakei, Slowenien, Togo, Ukraine, das Vereinigte Königreich und die Vereinigten Staaten.
Voraussetzung für den Beitritt zur Allianz ist ein klares Bekenntnis zur Grundsatzerklärung (Declaration of Principles) der Allianz.